# Émetteur de Mühlacker
 (septembre 2006).
Améliorez-le ou discutez des points à vérifier. 

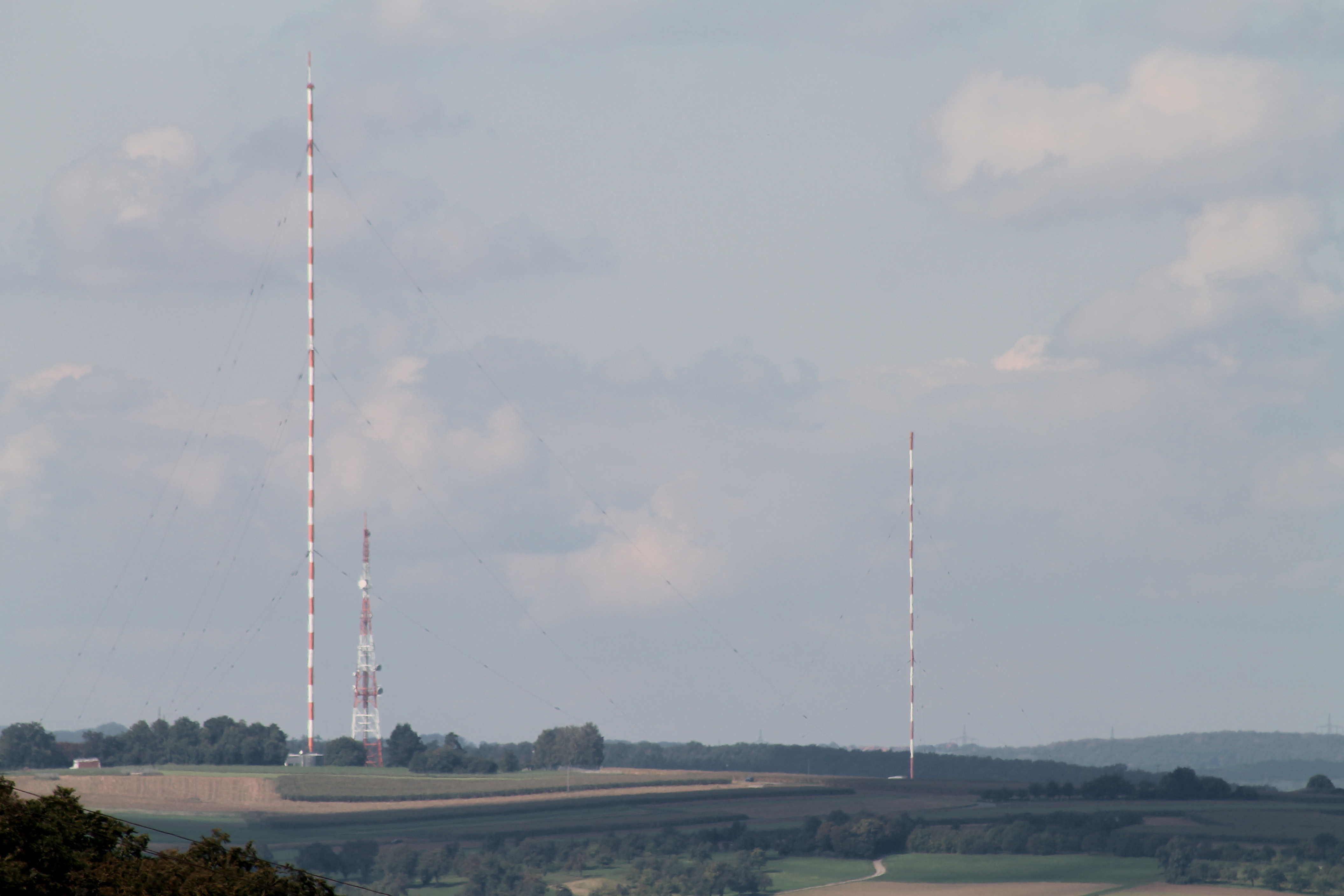

L'installation de transmission Mühlacker (District de Karlsruhe, Bade-Wurtemberg, Allemagne) est un dispositif d'émission radio, qui est constitué de deux antennes d'acier isolée avec une prise à la terre, d'un cadre d'acier isolé avec, aussi une prise à la terre, de deux antennes émetteuses pour ondes courtes et une tour de cadre d'acier isolée pour radio indicative l'ensemble émetteur. Elle est utilisée par le SWR qui est le propriétaire de l'annexe, pour la diffusion des programmes radios sur une O.m[Quoi ?] et en ondes moyennes. L'émetteur ondes courtes a été arrêté le 19 octobre 2004.
L'émetteur est également connu pour avoir repoussé à deux reprises le record du monde de la plus haute structure autoportante en bois. En 1933, deux tours de 100 m de haut sont édifiées pour supporter une antenne en T. En 1933, une nouvelle tour unique de 190 m de haut est construite. Celle-ci est détruite en 1945.

## Description

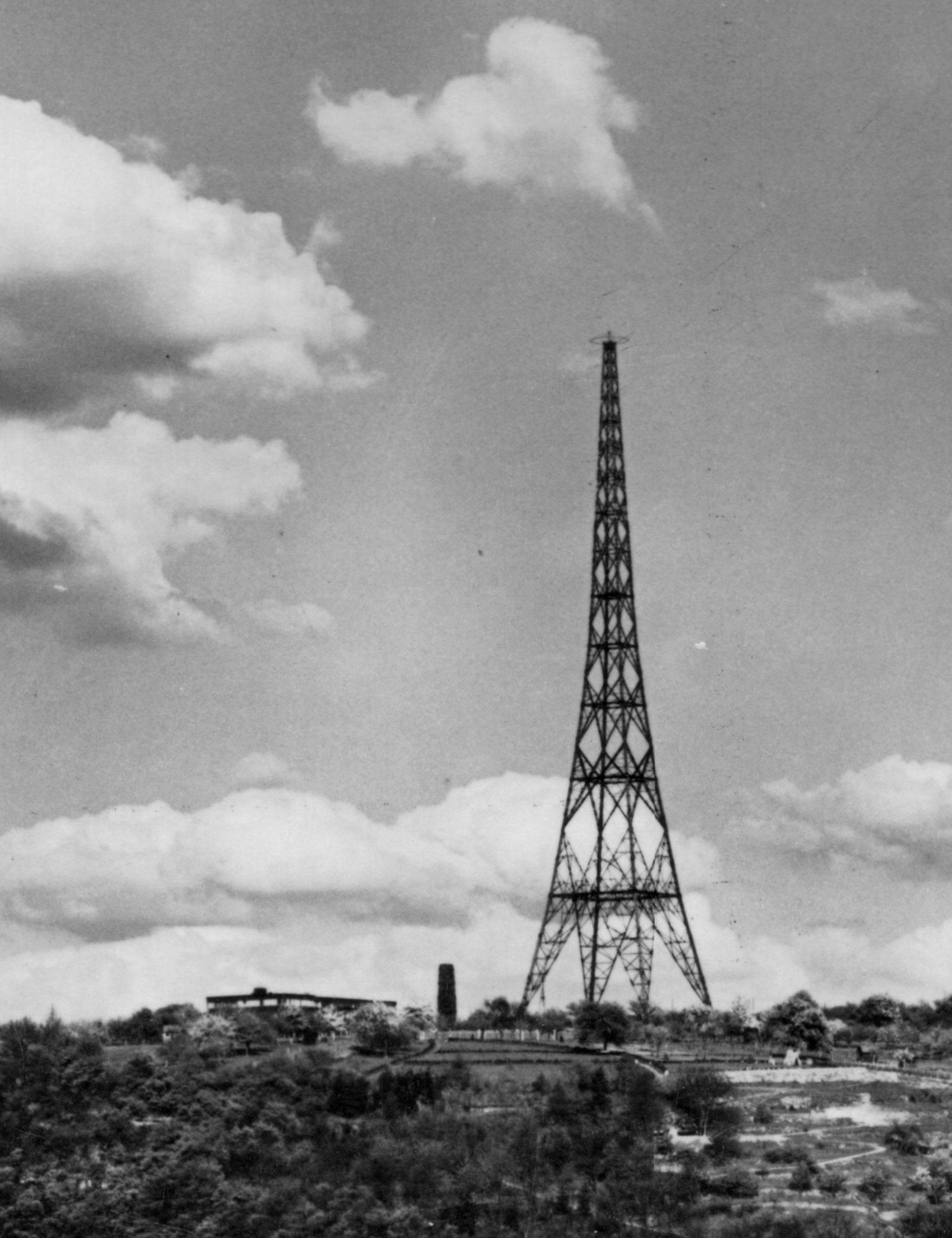
La tour en bois de 190 mètres en 1940.

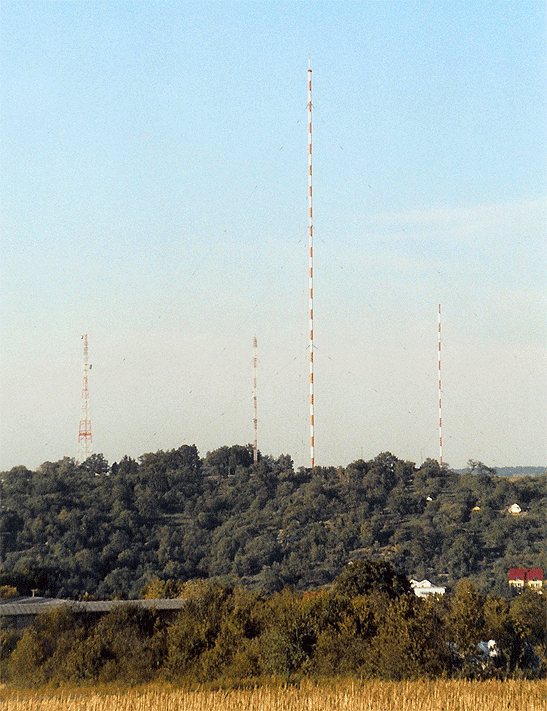
Émetteur de Mühlacker.

Dans sa première version de 1933, l'émetteur consistait en une antenne en T suspendue entre deux tours de 100 mètres de haut. Celles-ci, construites en bois de pin, étaient la plus haute structure en bois du monde.
En 1933/34, cette antenne est remplacée par une antenne émettrice constituée d'un fil suspendu dans une nouvelle tour en bois de 190 mètres de haut. L'une des tours démantelées est reconstruite plus tard à Coblence. Le 6 avril 1945, cette tour, qui est probablement la plus haute structure autoportante en bois de tous les temps, est détruite par les pionniers de la Wehrmacht.
Aujourd'hui, l'antenne la plus importante du site est un pylône métallique de 1,67 mètre de diamètre et 273 mètres de haut, construit en 1950.